# Leon Baeck
Leon Benjamin Baeck (* 30. Oktober 1996) ist ein ehemaliger deutscher Basketballspieler. Der 1,87 Meter große Aufbauspieler stand im Aufgebot des Zweitligavereins RheinStars Köln. Er ist der Sohn des Europameisters von 1993, Stephan Baeck.

## Spielerlaufbahn
Baecks Basketball-Vereinskarriere begann im Alter von acht Jahren. Er wurde 2010 mit der SG Köln deutscher Meister in der Altersklasse U14 und spielte später für die Köln 99ers in der Jugend-Basketball-Bundesliga sowie ab 2012 in der höchsten deutschen Jugendklasse, der Nachwuchs-Basketball-Bundesliga.
Mit der Herrenmannschaft der 2013 gegründeten RheinStars Köln stieg Baeck 2014 in die 1. Regionalliga auf und gewann dort im ersten Jahr den Meistertitel. Die RheinStars übersprangen die 2. Bundesliga ProB und traten ab 2015/16 dank einer Wildcard in der zweiten Liga, der ProA, an. Dort sicherte sich Baeck in seinem Premierenjahr eine mittlere Spielzeit von knapp 13 Minuten pro Einsatz (25 Partien) und erzielte 3,2 Zähler im Schnitt. Baeck wurde immer wieder von Verletzungen geplagt, er spielte zuletzt 2018 für Köln.

### Nationalmannschaft
Im Sommer 2016 erreichte Baeck mit der deutschen U20-Nationalmannschaft das Halbfinale der EM in Finnland.